# Balbura intervenata
Balbura intervenata là một loài bướm đêm thuộc phân họ Arctiinae, họ Erebidae.